# 이현세
이현세(李顯世, 1954년 9월 19일 ~ )는 대한민국의 만화가이다. 본관은 전의(全義). 양간공(襄簡公) 이서장(李恕長)의 후손이다.
사단법인 한국만화가협회 회장을 역임한 그는, 현재 세종대학교 만화애니메이션학과 교수이다.

## 생애
이현세는 1954년 강원도 울진(지금의 경상북도 울진)에서 출생하였다. 이후 그는 경상북도 경주에서 성장하였으며, 경주고등학교를 졸업하였다.
이후 1975년 6월부터 1978년 6월까지 대한민국 육군 사병 복무를 이행한 그는 1979년 월남전을 다룬 《저 강은 알고 있다》로 만화가 등단하였다.
그의 주요작으로는 《공포의 외인구단》, 《천국의 신화》, 《지옥의 링》, 《남벌》, 《아마게돈》, 《폴리스》, 《버디》 등이 있다.
배우 조상구와는 죽마고우이기도 하다.

## 학력
- 월성국민학교 졸업
- 경주중학교 졸업
- 경주고등학교 졸업

## 작품
- 1979년 데뷔작《저 강은 알고있다》[3]
- 1979년 《시모노세키의 까치》
- 1980년 최초의 야구만화《그라운드에 부는바람》
- 1980년 최초의 SF만화《지하동굴의 비밀》
- 1981년 《시모노세끼의 마지막불빛》, 《까치의 제5계절》
- 1982년 《까치의 푸른능금》, 《국경의 갈가마귀》, 《공포의 외인구단》, 월간 보물섬 《창간호 표지제작》
- 1983년 《야성의 링》, 《까치의 유리턱》, 《지옥의 링》
- 1984년 《떠돌이 까치》, 《까치의 양지》, 《불새의 투혼》
- 1985년 《고교외인부대》, 《해빙》
- 1986년 《활》(일본어 판), 《뛰어!》, 《제왕》
- 1987년 《사자여 새벽을 노래하라》, 《격정의 까치머리》, 《겨울에피는 코스모스》, 《철부지 까치》, 《억세게 재수없는 녀석들》
- 1988년 《며느리 밥풀꽃에 대한 보고서》, 《두목》, 아이큐점프에 《아마게돈》, 《블루엔젤》, 《카론의 새벽》, 월간 아이큐점프 《창간호 표지제작》
- 1989년 《춤추는 애벌레》
- 1990년 《병아리 광시곡》
- 1993년 《남벌》, 《폴리스》
- 1994년 《초애》
- 1995년 《아마게돈》(애니메이션), 《황금의 꽃》, 경향신문에서 《러브 컬렉션》 연재
- 1997년 《천국의 신화》
- 1999년 스포츠서울에 《다크드래곤》 연재
- 1999년 경찰청 ‘포돌이, 포순이’ 캐릭터 제작
- 2001년 《천국의 신화》 연재
- 2004년 《동물드로잉》
- 2005년 《늑대의 피》 연재, 《한국사》 제작
- 2007년 《버디》 연재
- 2009년 《비정시공》, 《창천수호위》 연재
- 2010년 《레드파탈》 연재
- 2012년 《이현세 만화 한국사 바로보기》, 《이현세 만화 세계사 넓게보기》
- 2014년 《굿바이 썬더》(레진코믹스), 《코리안 조》(코오롱) 연재
- 2015년 《천국의 신화》 (네이버 웹툰 연재 시작)

## CF
- 1989년 OB맥주 슈퍼드라이 (故정성조와 공동출연)
- 1990년 아남전자 델타
- 1994년 HP 데스크젯
- 1994년 HP 백트라PC
- 1994년 손해보험협회 개인연금
- 2010년 한국투자증권 아임유 (딸 이엄지와 공동출연)
- 2011년 유니클로 (이나영, 이적, 류승완, 전지수와 공동출연)
- 2014년 MFS코리아 이루다드래곤 (길용우와 공동출연)

## 참고 사항
- 1995년 KBS 단막극 《인간극장》에서 이현세 작가의 삶을 다룬 5부작 드라마 《고등어와 크레파스》가 만들어졌는데 영화배우 박세준이 주인공 이현세 역을 맡았다[6].
- 2024년 <코리안메모리 올해의 인물>로 선정되어 <K-웹툰 전설의 시작, 이현세의 길> 특별전시가 국립중앙도서관에서 2024년 5월 10일에서 7월 31일까지 개최되었다.

## 수상
- 1994년 제4회 한국만화문화상 공로상 수상[7]
- 1999년 제3회 아시아 만화대회(홍콩) 공로상 수상
- 2001년 제1회 SICAF 어워드 만화부문 특별상 시상[8]
- 2002년 제2회 고바우만화상 수상
- 2002년 대한민국출판만화대상 공로상[9]
- 2006년 서울특별시 문화상 수상
- 2007년 대한민국만화대상 만화부문 대통령상 수상
- 2015년 제14회 SICAF 코믹 어워드 수상
- 2016년 제7회 대한민국 대중문화예술상 대통령 표창 수상